# إيفان بيريز فيسنتي
إيفان بيريز فيسنتي (بالإسبانية: Iván Pérez Vicente)‏ (4 أبريل 1991 - ) هو لاعب كرة قدم إسباني في مركز الدفاع. لعب مع أتلتيكو مدريد ب وأتلتيكو مدريد ورايو ماخاداهوندا ونادي لورقة.

## وصلات خارجية
- إيفان بيريز فيسنتي على موقع قاعدة بيانات كرة القدم.إي يو (الإنجليزية)
- إيفان بيريز فيسنتي على موقع Soccerway.com (الإنجليزية)